# Сосновський Ігнатій Ігнатович
Сосновський (Добржинський) Ігнатій Гнатович (1897, Рига — 15 листопада 1937) — співробітник ЧК-ОГПУ-НКВД СРСР, комісар державної безпеки 3-го рангу (1935). Перший заступник начальника Управління НКВС Саратовського краю.

## Ранні роки
Поляк, освіта незакінчена вища — закінчив два курси історико-філологічного та філософського факультетів Московського університету. З 1918 офіцер польської армії, підпоручик 2-го відділу (розвідка) Генштабу Польської армії, начальник розвідувального відділу Польської армії в Литві та Східній Пруссії. У тому ж 1918 під кличкою «Сверщ» перебував у Польській організації військовій (ПОВ). У 1919–1920 роках — резидент польської розвідки в Радянській Росії. У червні 1920 заарештований чекістами, а в серпні 1920 року погодився працювати на ВЧК.
У партію рекомендований членами Польського Бюро ЦК РКП(б) Коном і Мархлевським. Артузов, що арештував Сосновського в 1920, писав: «Дзержинський дозволив обіцяти Сосновському НЕ стріляти ідейних пілсудчиків з його агентів, а випустити до Польщі під чесне слово не займатися більш шпигунством проти РРФСР. На цій умові Сосновський став давати свідчення. Дзержинський у справі Сосновського радився з Леніним і визнав можливим рекомендувати Польському Бюро ЦК РКП(б) прийняти Сосновського в РКП(б)».

## ВЧК-ОГПУ-НКВД
В органах ВЧК-ОГПУ-НКВД з 1920. Співробітник для особливих доручень Особливого відділу Південно-Західного фронту з серпня по грудень 1920. Співробітник для доручень Особливого відділу ВЧК з 1 січня по 1 листопада 1921. Уповноважений з найважливіших справ Особливого відділу ВЧК-ГПУ з 1 листопада 1921 по 1922.
Помічник начальника 16-го відділення Особливого відділу ГПУ в Москві з 1922 по 13 липня 1922. З 13 липня 1922 по 28 листопада 1927 начальник 6-го (білогвардійського) відділення контррозвідувального відділу ВЧК-ГПУ. Одночасно з цим був помічником начальника Особливого відділу Московського військового округу з 1 грудня 1925 по 1 липня 1927.
Секретар Секретно-оперативного управління ОГПУ СРСР з 30 липня 1927 по 11 лютого 1929. Начальник Контр-розвідувального Повноважного представництва ОДПУ по Білоруському військовому округу, а також помічник начальника УПО і військ ГПУ Повноважного представництва ОДПУ по БВО з лютого 1929 по 16 серпня 1930. Начальник КРО ПП ОГПУ по Центрально-Чорноземній області з 16 серпня 1930 по вересень 1930, потім відповідальний співробітник різних управлінь ОГПУ-НКВД. Заступник начальника Особливого відділу ОДПУ СРСР з 8 січня 1934 по 10 липня 1934, заступник начальника Особливого відділу ГУГБ НКВС СРСР з 10 липня 1934 по 4 січня 1935. З 4 січня 1935 по листопад 1936 роках — перший заступник начальника Управління НКВС Саратовського краю.
Заарештований 23 листопада 1936. Засуджений комісією НКВС СРСР і Прокуратури СРСР за звинуваченням у шпигунстві і участі в змові в НКВД до вищої міри покарання — розстрілу 15 листопада 1937, в той же день розстріляний.